# چارلز مک‌کیم
چارلز فالن مک‌کیم (به انگلیسی: Charles Follen McKim) متولد ۱۸۴۷ ایالت پنسیلوانیا، معمار آمریکایی قرن نوزدهم بود.
مک کیم بسیاری از آثار خود را در شرق آمریکا طراحی نمود و دانش آموختهٔ مدرسه معماری بوزار فرانسه بود. شریک او ویلیام رادرفورد مید نام داشت.

## آثار
- کتابخانه عمومی بوستون
- پردیس دانشگاه کلمبیا
- ایستگاه پنسیلوانیا (شهر نیویورک)
- ساختمان نیویورک لایف (کانزاس سیتی)